# Сборная Турции по футболу (до 17 лет)
Сборная Турции по футболу до 17 лет (тур. Türkiye 17 yaş altı millî futbol takımı) — национальная футбольная команда, представляющая Турцию на международных турнирах и в товарищеских матчах, за которую имеют право выступать игроки возрастом 17 лет и младше. Сборная контролируется Турецкой футбольной федерацией.
Сборная Турции до 17 лет один раз выиграла чемпионата Европы (в 2005 году). Лучшим достижением сборной на чемпионате мира (до 17 лет) является четвёртое место (также в 2005 году).

## Статистика выступлений начемпионатах мира
| Год  | Итог                   | И                      | В                      | Н                      | П                      | МЗ                     | МП                     |                        |
| ---- | ---------------------- | ---------------------- | ---------------------- | ---------------------- | ---------------------- | ---------------------- | ---------------------- | ---------------------- |
| 1985 | Не прошла квалификацию | Не прошла квалификацию | Не прошла квалификацию | Не прошла квалификацию | Не прошла квалификацию | Не прошла квалификацию | Не прошла квалификацию | Не прошла квалификацию |
| 1987 | Не прошла квалификацию | Не прошла квалификацию | Не прошла квалификацию | Не прошла квалификацию | Не прошла квалификацию | Не прошла квалификацию | Не прошла квалификацию | Не прошла квалификацию |
| 1989 | Не прошла квалификацию | Не прошла квалификацию | Не прошла квалификацию | Не прошла квалификацию | Не прошла квалификацию | Не прошла квалификацию | Не прошла квалификацию | Не прошла квалификацию |
| 1991 | Не прошла квалификацию | Не прошла квалификацию | Не прошла квалификацию | Не прошла квалификацию | Не прошла квалификацию | Не прошла квалификацию | Не прошла квалификацию | Не прошла квалификацию |
| 1993 | Не прошла квалификацию | Не прошла квалификацию | Не прошла квалификацию | Не прошла квалификацию | Не прошла квалификацию | Не прошла квалификацию | Не прошла квалификацию | Не прошла квалификацию |
| 1995 | Не прошла квалификацию | Не прошла квалификацию | Не прошла квалификацию | Не прошла квалификацию | Не прошла квалификацию | Не прошла квалификацию | Не прошла квалификацию | Не прошла квалификацию |
| 1997 | Не прошла квалификацию | Не прошла квалификацию | Не прошла квалификацию | Не прошла квалификацию | Не прошла квалификацию | Не прошла квалификацию | Не прошла квалификацию | Не прошла квалификацию |
| 1999 | Не прошла квалификацию | Не прошла квалификацию | Не прошла квалификацию | Не прошла квалификацию | Не прошла квалификацию | Не прошла квалификацию | Не прошла квалификацию | Не прошла квалификацию |
| 2001 | Не прошла квалификацию | Не прошла квалификацию | Не прошла квалификацию | Не прошла квалификацию | Не прошла квалификацию | Не прошла квалификацию | Не прошла квалификацию | Не прошла квалификацию |
| 2003 | Не прошла квалификацию | Не прошла квалификацию | Не прошла квалификацию | Не прошла квалификацию | Не прошла квалификацию | Не прошла квалификацию | Не прошла квалификацию | Не прошла квалификацию |
| 2005 | Четвёртое место        | 6                      | 4                      | 0                      | 2                      | 16                     | 9                      |                        |
| 2007 | Не прошла квалификацию | Не прошла квалификацию | Не прошла квалификацию | Не прошла квалификацию | Не прошла квалификацию | Не прошла квалификацию | Не прошла квалификацию | Не прошла квалификацию |
| 2009 | Четвертьфинал          | 5                      | 3                      | 2                      | 0                      | 9                      | 3                      |                        |
| 2011 | Не прошла квалификацию | Не прошла квалификацию | Не прошла квалификацию | Не прошла квалификацию | Не прошла квалификацию | Не прошла квалификацию | Не прошла квалификацию | Не прошла квалификацию |
| 2013 | Не прошла квалификацию | Не прошла квалификацию | Не прошла квалификацию | Не прошла квалификацию | Не прошла квалификацию | Не прошла квалификацию | Не прошла квалификацию | Не прошла квалификацию |
| 2015 | Не прошла квалификацию | Не прошла квалификацию | Не прошла квалификацию | Не прошла квалификацию | Не прошла квалификацию | Не прошла квалификацию | Не прошла квалификацию | Не прошла квалификацию |
| 2017 | Групповой этап         | 3                      | 0                      | 1                      | 2                      | 2                      | 7                      |                        |
| 2019 | Не прошла квалификацию | Не прошла квалификацию | Не прошла квалификацию | Не прошла квалификацию | Не прошла квалификацию | Не прошла квалификацию | Не прошла квалификацию | Не прошла квалификацию |

## Статистика выступлений начемпионатах Европы(с 2002 года)
| Год  | Итог                     | И                        | В                        | Н                        | П                        | МЗ                       | МП                       |                          |
| ---- | ------------------------ | ------------------------ | ------------------------ | ------------------------ | ------------------------ | ------------------------ | ------------------------ | ------------------------ |
| 2002 | Квалификационный раунд   | –                        | –                        | –                        | –                        | –                        | –                        |                          |
| 2003 | Квалификационный раунд   | –                        | –                        | –                        | –                        | –                        | –                        |                          |
| 2004 | Групповой этап           | 3                        | 1                        | 0                        | 2                        | 6                        | 5                        |                          |
| 2005 | Чемпион                  | 5                        | 4                        | 0                        | 1                        | 13                       | 5                        |                          |
| 2006 | Элитный раунд            | 3                        | 0                        | 1                        | 2                        | 1                        | 3                        |                          |
| 2007 | Элитный раунд            | 3                        | 1                        | 0                        | 2                        | 3                        | 2                        |                          |
| 2008 | Полуфинал                | 4                        | 2                        | 2                        | 1                        | 5                        | 1                        |                          |
| 2009 | Групповой этап           | 3                        | 1                        | 0                        | 2                        | 3                        | 5                        |                          |
| 2010 | Полуфинал                | 3                        | 0                        | 2                        | 1                        | 2                        | 4                        |                          |
| 2011 | Элитный раунд            | 3                        | 1                        | 1                        | 1                        | 4                        | 5                        |                          |
| 2012 | Элитный раунд            | 3                        | 0                        | 0                        | 3                        | 0                        | 9                        |                          |
| 2013 | Квалификационный раунд   | 3                        | 1                        | 0                        | 2                        | 8                        | 8                        |                          |
| 2014 | Групповой этап           | 3                        | 1                        | 0                        | 2                        | 7                        | 7                        |                          |
| 2015 | Квалификационный раунд   | 3                        | 0                        | 0                        | 3                        | 3                        | 10                       |                          |
| 2016 | Элитный раунд            | 3                        | 1                        | 0                        | 2                        | 4                        | 7                        |                          |
| 2017 | Полуфинал                | 5                        | 3                        | 0                        | 2                        | 10                       | 7                        |                          |
| 2018 | Элитный раунд            | 3                        | 1                        | 0                        | 2                        | 3                        | 4                        |                          |
| 2019 | Не прошла квалификацию   | Не прошла квалификацию   | Не прошла квалификацию   | Не прошла квалификацию   | Не прошла квалификацию   | Не прошла квалификацию   | Не прошла квалификацию   | Не прошла квалификацию   |
| 2020 | Будет определено позднее | Будет определено позднее | Будет определено позднее | Будет определено позднее | Будет определено позднее | Будет определено позднее | Будет определено позднее | Будет определено позднее |

## Индивидуальные награды игроков
| Год  | Игрок       | Награда          |
| 2005 | Нури Шахин  | Лучший игрок     |
| 2005 | Тевфик Кёзе | Лучший бомбардир |
| ---- | ----------- | ---------------- |